# سیارک ۲۱۵۸۴
سیارک ۲۱۵۸۴ (به انگلیسی: 21584 Polepeddi، نامگذاری:1998SK121) بیست و یک هزار و پانصد و هشتاد و چهارمین سیارک کشف شده‌است که در ۲۶ سپتامبر ۱۹۹۸ کشف شد.
قدر مطلق سیارک برابر ۲۸.۲ است.